# Uddevalla (comune)
Uddevalla è un comune svedese di 51 836 abitanti, situato nella contea di Västra Götaland. Il suo capoluogo è la città omonima.
Nel capoluogo venne aperto un nuovo impianto, nel 1989, in cooperazione con la Pininfarina, dove vengono principalmente prodotte le auto di nicchia della Volvo.
Ad esempio ad Uddevalla è stata prodotta la decimilionesima volvo: una C70.

## Località
Nel territorio comunale sono comprese le seguenti aree urbane (tätort):
- Ammenäs
- Fagerhult
- Herrestad
- Hogstorp
- Ljungskile
- Sunningen
- Uddevalla
- Utby